# Axinella labyrinthica
Axinella labyrinthica är en svampdjursart som beskrevs av Arthur Dendy 1889. Axinella labyrinthica ingår i släktet Axinella och familjen Axinellidae.
Artens utbredningsområde är havet utanför Indien. Inga underarter finns listade i Catalogue of Life.